# Східно-Словацька область
Східнословацька область (словац. Východoslovenský kraj) — колишня адміністративно-територіальна одиниця Словаччини в складі Чехословаччини утворена в липні 1960 року на основі нової конституції. Площа становила 16,179 тисяч км². Населення 1 463 000 чоловік (1986). Адміністративний центр — місто Кошиці.
З утворенням у 1993 році незалежної Словаччини, в країні утворився новий адміністративно-територіальний поділ.

## Географія
Область межувала півночі з Польщею, Угорщиною на півдні, на заході з Середньословацькою областю і на сході з тодішнім Радянським Союзом (нині Закарпатська область України).
Західний і північний райони області займала східна частина Татр (гора Герлаховський Штит, 2 655 м) і Словацькі Рудні гори, Левоцькі гори, південні схили Східних Бескид, Сланські гори, Вигорлат, Ондавська височина. На південному сході містилася північно-східна частина Середньодунайської рівнини, порізана річками басейну Дунаю (Бодрог з притоками). 
Клімат області був помірний. У місті Кошиці середня температура січня −3,4 °С, 19,1 °C липня, опадів 663 мм на рік. Широколистяні і хвойні ліси, вище 1600—1800 м — гірські луки.

## Економіка
На Східно-Словацьку область припадало 4,3% промислової продукції ЧССР (1968). Була розвинена гірничодобувна промисловість; видобуваєлися руди, магнезит і сіль. У районі Кошиць розташований Східнословацький металургійний комбінат. Мідеплавильний завод (Кромпахи). Машинобудування (Кошиці, Пряшів) (Стражске, Гуменне, Свит) паперова, деревообробна, легка, харчова промисловість, виробництво будматеріалів.
Східно-Словацька область давала 8% сільськогосподарської продукції ЧССР. У сільському господарстві переважав зерново-тваринницький напрям. На півдні вирощували пшеницю, кукурудзу, було розвинене виноградарство. На півночі — ячмінь, овес, картоплю. Розводили велику рогату худобу (головним чином на півдні). У гірських районах лісове господарство.